# 彰129線
彰129線 挖仔－二林，是位於彰化縣的一條鄉道，北起彰化縣二林鎮挖仔，南至彰化縣二林鎮二林，全長9.278公里。有支線彰129-1線、彰129-2線。

## 路線說明
本線自1961年以降，皆編為彰129線。且曾為公路總局代養鄉道，更曾計畫升格縣道
彰化縣
- 二林鎮：挖仔 0.0k（起點， 縣道148號岔路）→ 挖仔路 → 梅芳1.5（ 彰128線岔路） → 太平路 →相思橋2.5（ 彰130線岔路） → 二林9.278k（終點， 縣道150號岔路）

## 沿線設施
- 芳崙橋（橫越萬興支排）
- 太平橋（橫越梅芳排水溝）
- 仁愛橋（橫越薊子埤圳第四放水路，橋旁為4k里程牌面設置地）
- 中科二林園區預定地
- 二林工商

※本線為彰化縣境內少數有里程牌之鄉道(但僅設置：起點0k（起點0k僅南下）、1k、4k、4.5k、5k、5.5k、6k、6.5k、7k、7.5k、8k、8.5k、9k、終點9.3k（終點9.3k僅南下）告示牌)

## 交會公路
- 縣道148號
- 彰129-1線
- 彰128線
- 彰133線
- 彰130線
- 彰129-2線
- 彰127線
- 彰131線
- 縣道150號

## 彰129-1線
彰129-1線 挖仔－詹厝仔，是位於彰化縣的一條鄉道，北起彰化縣二林鎮挖仔，南至彰化縣二林鎮詹厝仔，全長2.542公里。為彰129線的支線。

### 路線說明
本線自1976年以降皆編為彰129-1線，惟當時路線名為華崙－港尾，里程為2.555公里。
彰化縣
- 二林鎮：挖仔0.0k（ 彰129線岔路） → 代馬（ 彰132線起點岔路） → 詹厝仔2.542k（終點， 彰128線岔路）

### 沿線設施
- 中興國小

### 連接路線
- 彰129線
- 彰132線
- 彰128線

## 彰129-2線
彰129-2線 萬興－萬合，是位於彰化縣的一條鄉道，北起彰化縣二林鎮萬興，南至彰化縣二林鎮萬合，全長3.108公里。為彰129線的支線。本線編號及路線皆於1983年新編

### 路線說明
彰化縣
- 二林鎮：萬興0.0k（ 縣道148號岔路）→ 中央南街 → 萬合3.108k（終點， 彰129線岔路）

### 沿線設施
- 文興橋（跨越萬興排水溝）
- 中科二林園區預定地

### 交會公路
- 縣道148號
- 彰129線